# Twarz (socjologia)
Twarz – klasa zachowań i obyczajów obowiązujących w Chinach i innych krajach Dalekiego Wschodu, związana z moralnością i autorytetem danej jednostki (lub grupy jednostek) oraz jej wizerunkiem w grupach społecznych, tj. jak rodzina, klan, guanxi, sąsiedztwo, współpracownicy itd. 
W dużym przybliżeniu za odpowiednik twarzy na Zachodzie można uznać honor.